# Juravli (cântec)
Juravli (în rusă Журавли, în traducere „Cocorii”) este un cântec rusesc renumit, prezentat pentru prima oară în 1969. Cântecul prezintă imaginea transformării în cocori a soldaților căzuți în luptă. Cântecul a fost compus de Ian Frenkel pe versurile unui poem de Rasul Gamzatov, interpretat de Mark Bernes.

## Istoric
În timpul unei vizite la Hiroshima, a poetului daghestahez Rasul Gamzatov a fost impresionat de monumentul lui Sadako Sasaki din Parcul memorial al păcii din Hiroshima. Din cauza contaminării radioactive a orașului, Sadako Sasaki, o fetiță. care avea 2 ani îh momentul bombardamentului, s-a îmbolnăvit de leucemie. Urmând o tradiție japoneză, ea a făcut O mie de cocori din hârtie sperând zadarnic că aceasta va putea să-i salveze viața. Imaginea cocorilor de hârtie ai acestei fetițe l-a urmărit multă vreme pe Gamzatov, fiind principalul izvor de inspirație al poeziei sale. 

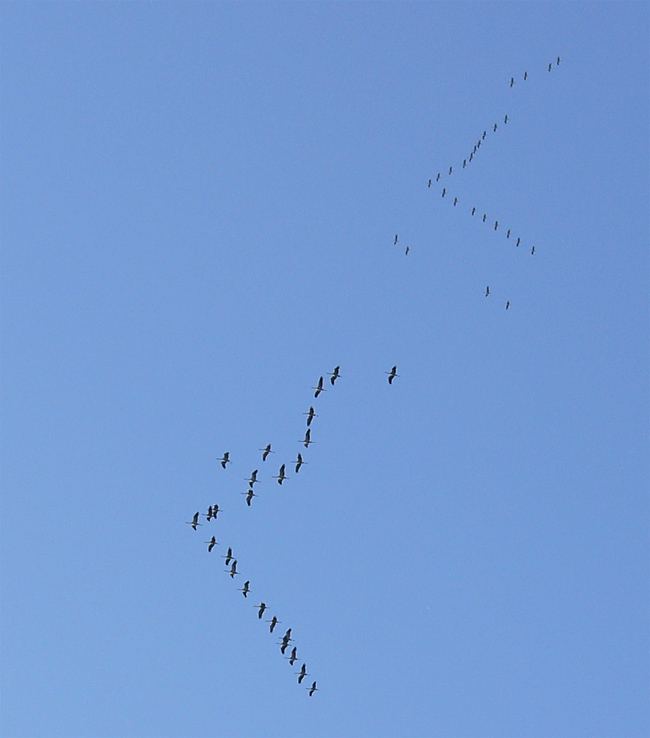
Stol de cocori în zbor

Poezia a fost scrisă îh limba avară, limba natală a lui Gamzatov. În 1968, poezia a fost tradusă în limba rusă de Naum Grebnev, un cunoscut traducător de poezie orientală, fiind publicată în revista Novîi Mir. Traducerea a fost adaptată de Mark Bernes pentru a fi mai adecvată pentru a fi pusă pe muzică. Melodia a fost compusă de Ian Frenkel.
Cântecul a fost prezentat pentru prima oară în public la redacția ziarului ”Cojmsomoiskaia Pravda” în cadrul întâlnirii veteranilor de război, în prezența mareșalului Ivan Konev și a altor conducători militari. Mark Bernes a înregistrat cântecul "Juravli" pe 8 iulie 1969, când era foarte bolnav. Este ultima întregistrare a lui Bernes, care a murit cu o lună mai târziu. 

## Alte interpretări
După succesul repurtat de înregistrarea lui Mark Bernes, numeroși alți artiști ruși au interpretat cântecul, cei mai cunoscuți fiind Ian Frenkel Iuri Guleaev, Iosif Kobzon, Valeri Leontiev, Muslim Magomaev, Viktor Vuiacici, Oleg Pogudin, Dmitri Hvorostovski, Batîrhan Șukenov, Ildar Abdrazakov  și Elena Vaenga. Au existat și artiști din alte țări care au interpretat cântecul îh limba rusă, printre care Dragan Stojnić și Bojan Kodrič (Iugoslavia), Wolfgang Liebert și Vladimir Korneev (Germania) și Sergio Demirdjian (Statele Unite).
Cântecul a fost tradus în limba ebraică de Zeev Geisel și este interpretat în la ceremoniile de comemorare a izraelienilor care au căzut în războaiele Izraelului sau care au pierit, victime ale unor acte teroriste... 
in 1977 Ghiannis Ritsos a tradus poezia în limba greacă. Versiunea greacă intitulată "Άσπροι Γερανοί" (Cocorii albi) a fost interpretată de Margarita Zorbala. 
In 2003, Marc Almond a înregistrat o versiune în limba engleză intitulată "The Storks"

## Text
| Text original în limba rusă | Traducere în limba română |
| Мне кажется порою, что солдаты С кровавых не пришедшие полей, Не в землю нашу полегли когда-то, А превратились в белых журавлей. Они до сей поры с времен тех дальних Летят и подают нам голоса. Не потому ль так часто и печально Мы замолкаем глядя в небеса? Летит, летит по небу клин усталый, Летит в тумане на исходе дня. И в том строю есть промежуток малый - Быть может это место для меня. Настанет день и журавлиной стаей Я поплыву в такой же сизой мгле. Из-под небес по-птичьи окликая Всех вас, кого оставил на земле. Мне кажется порою, что солдаты С кровавых не пришедшие полей, Не в землю нашу полегли когда-то, - А превратились в белых журавлей. | Uneori mi se pare că soldații Care nu s-au mai întors de pe câmpiile însângerate, Nu au murit pe pământul nostru, Ci s-au transformat în cocori albi. Din timpuri imemorabile Zboară și le auim vocile. Oare nu este acesta motivul pentru care rămânem tăcuți Și triști atunci când ne uităm la cer? Stolul obosit de cocori zboară, zboară prin văzduh, Zboară in cețuri până la sfârșitul zilei. Și exisă n mic gol în formația lor: - Poate acesta este locul pentru mine. Va veni ziua când întri-un asemenea stol de cocori Voi zbura în aceeași ceață cenușie. Strigând ca o pasăre din ceruri Spre toți cei pe care i-am lăsat pe pământ. Uneori mi se pare că soldații Care nu s-au mai întors de pe câmpiile însângerate, Nu au murit pe pământul nostru, Ci s-au transformat în cocori albi. |

## Urmări
Cântecul "Juravli" a devenit un simbol al soldaților care au murit în timpul celui de al doilea război Mondial.. Puțin timp după lansarea cântecului ”Juravli”, imaginea unor cocori în zbor a devenit tema principală a monumentelor de comemorare a evenimentelor timpul războiului. 
- În 1972, o stelă reprezentând cocori a fost ridicată la intrarea în orașul Circik din Uzbekistan. La baza monumentului sunt gravate primele versuri ale poeziei "Juravli" și mumele autorului Rasul Gamzatov.
- În 1975, complexul memorial "Cei care nu s-au mai întors" a fost ridicat lângă orașul Șahtî din regiunea Rostov. O parte a monumentului prezintă un stol de cocoii în zbor

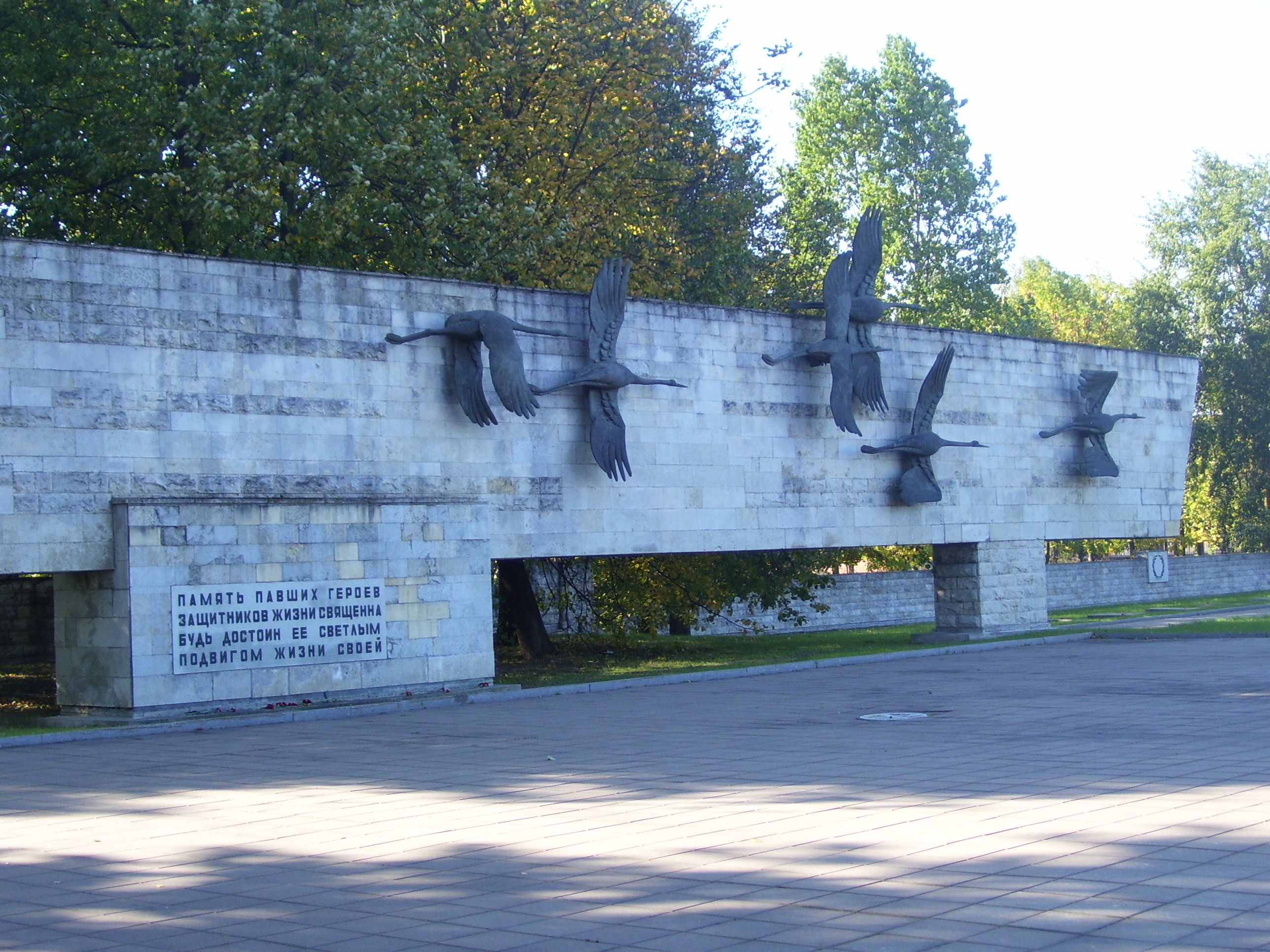
Monumentul memorial ”Cocorii” din Sankt-Petersburg

- În 1980, a fost terminat monumentul memorial "Cocorii" din raionul Neva din Sankt-Petersburg, unde pe un zid de marmură albă sunt prezentate basoreliefurile unor cocori
- În 1982, a fost dezvelit în parcul „Victoria" din Saratov monumentul ”Cocorii” dedicat victimelor din timpul războiului.

Memorialul ”Cocorii Albi” din Gunib

- În 1986 a fost dezvelit in orașul Gunib din Daghestan monumentul „Cocorii Albi” în cinstea locuitorilor orașului care au murit în timpul războiului

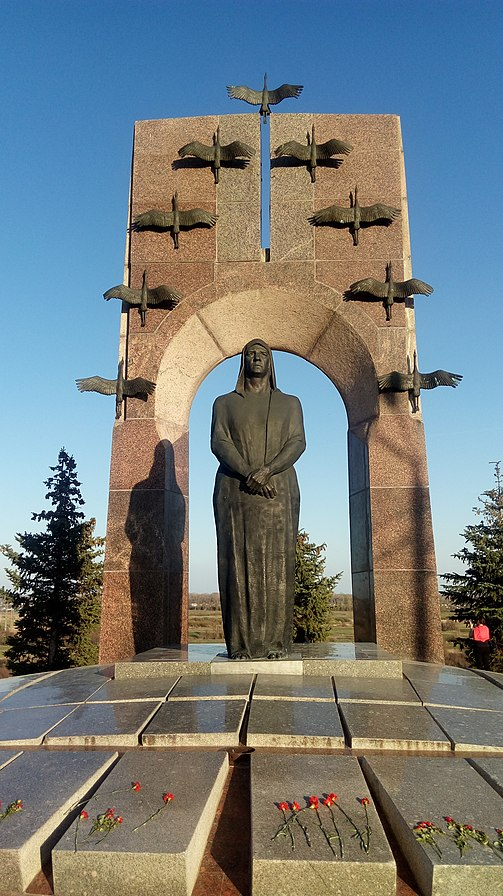
Memorialul Familiei Volodicikin Alekseevkka

- Pe 7 mai 1995 în orășelul Alekseevka subordonat orașului Kinel din regiunea Samara, a fost dezvelit un monument al familei Volodicikin family: nouă frați care au murit toți în timpul războiului. Statuia o prezintă pe mama acestora, pe când frații sunt simbolizați de nouă cocori de bronz.
- În 1995, monumentul „Cocorii" repreentând doi cocori în zbor a fost ridicat la Emanjelinsk, Regiunea Celeabinsk in cinstea locuitorilor orașului care au murit îh timpul războiului [6]
- În 2000, in cadrul complexului memorial din Kursk a fost dezvelit un monument comemorând soldații împușcați de trupele germane și îngropați într-o groapă comună. Monumentul reprezintă un grup de cocori înălțându-se spre cer.[7]
- În 2000, a fost dezvelit în Lugansk un monument pentru comemorarea a celei de 55 -a aniversări a terminării războiului. Monumentul reprezintă doi cocori zburând peste un soldat rănit al Armatei Roșii, care încearcă să se ridice. [8]
- Pe 5 decembrie 2005, cu prilejul celei de a 64-a aniversăări a Bătăliei de la Moscova, a fost dezvelit în orașul Vidnoe, Regiunea Moscova, compoziția sculpturală „Cocorii” În interiorul celor trei stele așezate pe circumferința monumentului, simbolizând stâlpii împrejmuirii unui lagăr de concentrare, sânt prezentați mai mulți cocori încercând să iasă din împrejmuire.
- Pe 22 iunie 2005, în orașul Așdod din Izrael a fost dezvelit Monumentul Victoriei, care cuprinde trei piloni cu steagurile țărilor aliate și cu trei cocori zburând deasupra. Alăturat se află o placă cu versuri din poemul Juravli și nume ale evreilor care au fost declarați eroi ai Uniunii Sovietice și ale militarilor evrei din Armata Roșie care au murit în timpul [9]
- Pe 9 mai, 2005, un monument al Veteranilor Ruși din cel de al doilea război mondial a fost dezvelit în Plummer Park, West Hollywood, California, Los Angeles County, California, Stateie Unite, Monumentul constă dintr-o placă de marmură, cu efigia a trei cocori în zbor și a primelor patru versuri ale poemului lui Rasul Gamzatov în limba rusă și îjmba engleză (traduse de Peter Tempest (sculptor: Mikhail Naruzetsky). Ceremonii de comemorare a sfărșitului războiului au loc anual de ziua victorie.< ref>[url=https://www.latimes.com/archives/la-xpm-2005-may-09-me-soviet9-story.html Memorial Rises Amid Protest, Los Angeles Times 2005-05-09]</ref>[10][11][12]
- În 2015, cu prilejul restaurării Monumentului Victoriei din orașul Verhneaia Pîșma din regiunea Sverdlovsk, au fost instalate două stele de 16 metri înălțime, având în partea superioară un cocor îh zbor.
- Pe 22 iunie 2016, a fost dezvelit in orașul Omsk compoziția sculpturală „Cocorii” reprezentând trei cocori în zbor.
- În 2016 a fost dezvelit în Cimitirul Central Žale din Ljubljana, Slovenia monumentul dedicat „Fiilor Rusiiei și Uniunii Sovietice care au murit pe teritoriul Sloveniei în anii primului și celui de-al Doilea Război Mondial”. Monumentul prezintă imaginea unui cocor ridicat spre ceruri de opt stele, simbolizând numărul anilor din cele două războaie; descrierile monumentului nu explică de ce ar fi murit soldați ruși pe teritoriul Sloveniei în timpul primului război mondial Imaginea [13]
- În 2017 a fost dezvelită compoziția sculpturală „Amintirea Cocorilor" în orașul Krasnoiarsk din ținutul Krasnoiarsk dedicată celor care au câștigat Marele Război Patriotic. Sculptura reprezintă o flacără care izbucnește dintr-un piedestal de granit peste care zboară patru cocori din fier forjat.

Pe 30 iunie 2020, în orașul Rjev din regiunea Tver a fost dezvelit monumentul ostașului sovietic, pentru a-i comemora pe cei 1.300.000 de soldați care au murit în Bătăliile de la Rjev. Monumentul caută să ilustreze imaginea din poemul lui Gamzatov, al soldaților căzuți care se transformă în cocori. La baza monumentului sunt înscrise primele versuri ale poeziei lui Aleksandr Tvardovski „Am fost omorăt lângă Rjev.”